# خمارویه

نقشه قلمرو طولونی‌ها در اواخر دوره خمارویه.

ابوالجیش خُمارویه بن احمد بن طولون (درگذشته ۲۸۲ قمری / ۸۹۶ میلادی) از فرمانروایان طولونی مصر و سوریه بود که از ۲۷۰ تا ۲۸۲ هجری قمری (۸۸۴ تا ۸۹۶ میلادی) حکومت کرد. حکومت خمارویه از فرات تا نوبه را دربرمی‌گرفت.
نام خمارویه فارسی است که در فارسی به‌صورت خُمارُویه (در قیاس با سیبویه) و در عربی خُمارَوَیْه تلفظ می‌شود.

## پیشینه
احمد ابن طولون پس از مرگش ثروتی حدود ده میلیون دینار و هفت هزار برده بر جای گذاشت، و وصیت کرد تا بعد از او پسرش «خمارویه» امارت را عهده‌دار شود و لشکر با او بیعت نمود. پس از مرگ ابن طولون سپاهیان چنان‌که رسم بود فراهم آمدند و بر امارت خمارویه پسرش هم‌سخن شدند. خلیفه عباسی نیز بناچار با والی تازه، که بیست سال داشت موافقت کرد.
با وجود کوشش‌هایی که احمد بن طولون در رفع مشکلات کرده بود هنوز راه خمارویه چنان که باید هموار نبود و مشکلات بسیار بود که خمارویه می‌بایست با تدبیر یا به زور از پیش بردارد که هنوز سرداران ترک به ولایت مصر چشم داشتند و موفق بالله از کارشکنی دربارهٔ جانشین ابن طولون نیاسوده بود. خمارویه نیز بگفت تا موفق را بر منبرها لعن کردند و واسطی پیشکار پدر را با سپاهی بسیار راهی کرد و از دریا نیز وی را به نیروی دریائی مدد داد، موفق نیز از بغداد برون شد و کار جنگ راست کرد. ابن کنداج والی موصل و ابن ابی الساج والی ارمنستان و جبال نیز با وی برون شدند و دمشق را بگرفتند و خمارویه به‌ناچار خویشتن برون شد و جنگ ایشان را آماده شد و به سال ۲۷۳ دمشق را از آن‌ها پس گرفت آنگاه به قلمرو ابن کنداج حمله برد و میان والی مصر و دربار خلافت صلح افتاد و موفق و معتمد خلیفه نامه صلح را به دست خویش نوشتند که والی مصر و شام برای مدت سی سال خاص خمارویه و اعقاب او باشد. خمارویه نیز بگفت تا لعن موفق را متروک کردند و نام وی را به خطبه قرین خلیفه آوردند.
در نتیجه این پیروزی، خمارویه بر رقه تسلط یافت و موصل و جزیره را نیز به قلمرو خویش برد و نام وی را به منبرها گفتند، ابن ابی الساج را نیز مطیع کرد و سپاه وی را تا دجله براند و فرمود تا بر کنار دجله تختی از طلا ساختند تا به یادگار پیروزیهای خویش بر آن نشیند. والی طرسوس نیز که از سال ۲۷۰ از اطاعت طولونیان برون رفته بود به اطاعت آمد (۲۷۶ ه‍.ق) موفقیت‌های خمارویه به همین‌جا محدود نماند، به روزگار وی نفوذ دولت طولونی از ولایت طرسوس نیز گذشت و در سالهای ۲۷۸ و ۲۷۹ (۸۹۱ و ۸۹۲م) سپاه وی بارها بر قلمرو روم شرقی حمله برد.
مرگ موفق و ابن کنداج به سال ۲۷۸ و مرگ خلیفه معتمد به سال ۲۷۹ قدرت خمارویه را بیفزود و توانست با هدایای خویش توجه معتضد خلیفه را جلب کند. پادشاهی عباسی تلاش کرد تا مصر را به قلمرو دولت عباسیان بازگردانند ولی موفق نشدند، تا اینکه با خواستگاری «معتضد» خلیفه عباسی، از «قطرالندی» دختر «خمارویه» برای خودش و مهریه یک میلیون درهم، و ازدواج با او، صلح بین آن‌ها برقرار شد، و «معتضد» با صدور فرمانی ولایت فرات تا برقه را به مدت سی سال به «خمارویه» داد با این شرط که «خمارویه» برای هر یک از سال‌های گذشته دویست هزار دینار و برای سال‌های آینده، در هر سال سیصد هزار دینار به دارالخلافه بفرستد.
«خمارویه» در ذی الحجه سال ۲۸۳هـ/۸۹۶ م به دست برخی از خدمتکاران و اطرافیانش در دمشق کشته شد.
خمارویه مردی جلال‌دوست بود و برای افزودن ابهت دربار و ایجاد بناهای مجلل و بوستانهای مصفا مالهای فراوان خرج می‌کرد. مقرری سپاه وی هر ساله نهصد هزار دینار بود و جیره سپاه را مرتب می‌داد. مصارف مطبخ وی نیز بسیار سنگین بود و هر ماهه سی و دو هزار دینار بر مطبخ خود خرج می‌کرد. وی نیز چون پدر بخشنده و گشاده‌دست بود و کسان را عطای فراوان می‌داد.
پس از خمارویه پسرش «ابوالعساکر» (جیش) جانشین او شد، ولی او نیز کشته شد زیرا کوچک بود و کاری بلد نبود. در جمادی‌الثانی سال ۳۸۳ هـ برادرش «هارون بن خمارویه» جانشین او شد اما او نیز بهتر از برادرش نبود، در این حال خلیفه عباسی با فرستادن محمد بن سلیمان به عنوان نماینده خودش به مصر، اقدام به باز پس‌گیری مصر از طولونیان کرد. در همین زمان شیبان بن احمد بن طولون، به پسر برادرش «هارون» حمله کرد و در ماه صفر سال ۲۹۲هـ/۹۰۴ م او را به قتل رساند، ولی نتوانست کاری انجام دهد چون سپاه عباسیان به مصر رسیدند و لشکر طولونیان هم به آن‌ها پیوستند و با حکومت نه روزه «شیبان»، دوره بنی طولون به پایان رسید و سرزمین مصر در دست عباسیان قرار گرفت. در دوره حکومت طولونیان که ۳۸ سال به طول انجامید آبادانی و عمران در مصر بسیار شد.

## جنگ با افشین دیوداد
افشین محمدبن دیوداد (ابن ابی الساج) یکی از عمال خلفای عباسی در ارمنستان و جبال بود. در ۲۷۶ه‍.ق به نبرد با ابوالجیش خمارویه پسر ابن طولون حاکم مصر رفت و در جنگی که به شام میان آن دو درگرفت مغلوب شد و امان خواست و بار دیگر با اسحاق بن کنداج همدست شد و به جنگ خمارویه شتافت و در این وقت پسر خلیفه معتضد از بغداد به یاری او رفت و بر خمارویه فائق آمد، سپس آنگاه که ابن ابی الساج والی قنسرین و ابن کنداج والی جزیره و موصل بود میان آن دو جنگی درپیوست و ابن ابی الساج پسر خویش را به گروگان به مصر فرستاده و از خمارویه یاری خواست و با سپاهی که خمارویه به یاری او فرستاد ابن کنداج را مغلوب و جزیره را مسخر کرد. سپس ابن کنداج به مصر رفت و با خمارویه همراه گشت و در نبردی که در پیرامون دمشق روی داد ابن ابی الساج مغلوب گردید و شکست خورده تا تکریت رفت؛ و در آنجا بار دیگر نبردی میان او و سپاهیان ابن کنداج و خمارویه روی داد و ابن ابی الساج غالب آمد و تا دمشق خصم مغلوب را دنبال کرد و در آن وقت از خلیفه یاری جست؛ و چون از ورود خمارویه با سپاهی بزرگ آگاهی یافت و در خود توان مقاومت ندید در ۲۷۶ با سپاه خویش به بغداد رفته به خلیفه پناهنده شد و خلیفه او را ولایت آذربایجان داد. درگذشت او به سال ۲۸۸ است.